# Cryptopone takahashii
Cryptopone takahashii é uma espécie de formiga do gênero Cryptopone, pertencente à subfamília Ponerinae.